# نو جونگ-یون
نو جونگ-یون (انگلیسی: Noh Jung-yoon؛ زادهٔ ۲۸ مارس ۱۹۷۱) بازیکن فوتبال اهل کره جنوبی بود.
از باشگاه‌هایی که در آن بازی کرده‌است می‌توان به باشگاه فوتبال اولسان هیوندای، باشگاه فوتبال ناک بردا، باشگاه فوتبال بوسان ای‌پارک، باشگاه فوتبال سانفریس هیروشیما، باشگاه فوتبال آویسپا فوکوئوکا، و باشگاه فوتبال سرزو اوزاکا اشاره کرد.
وی همچنین در تیم‌های ملی فوتبال زیر ۱۷ سال کره جنوبی، زیر ۲۳ سال کره جنوبی، و کره جنوبی بازی کرده‌است.